# Giovanni Francesco Rossi

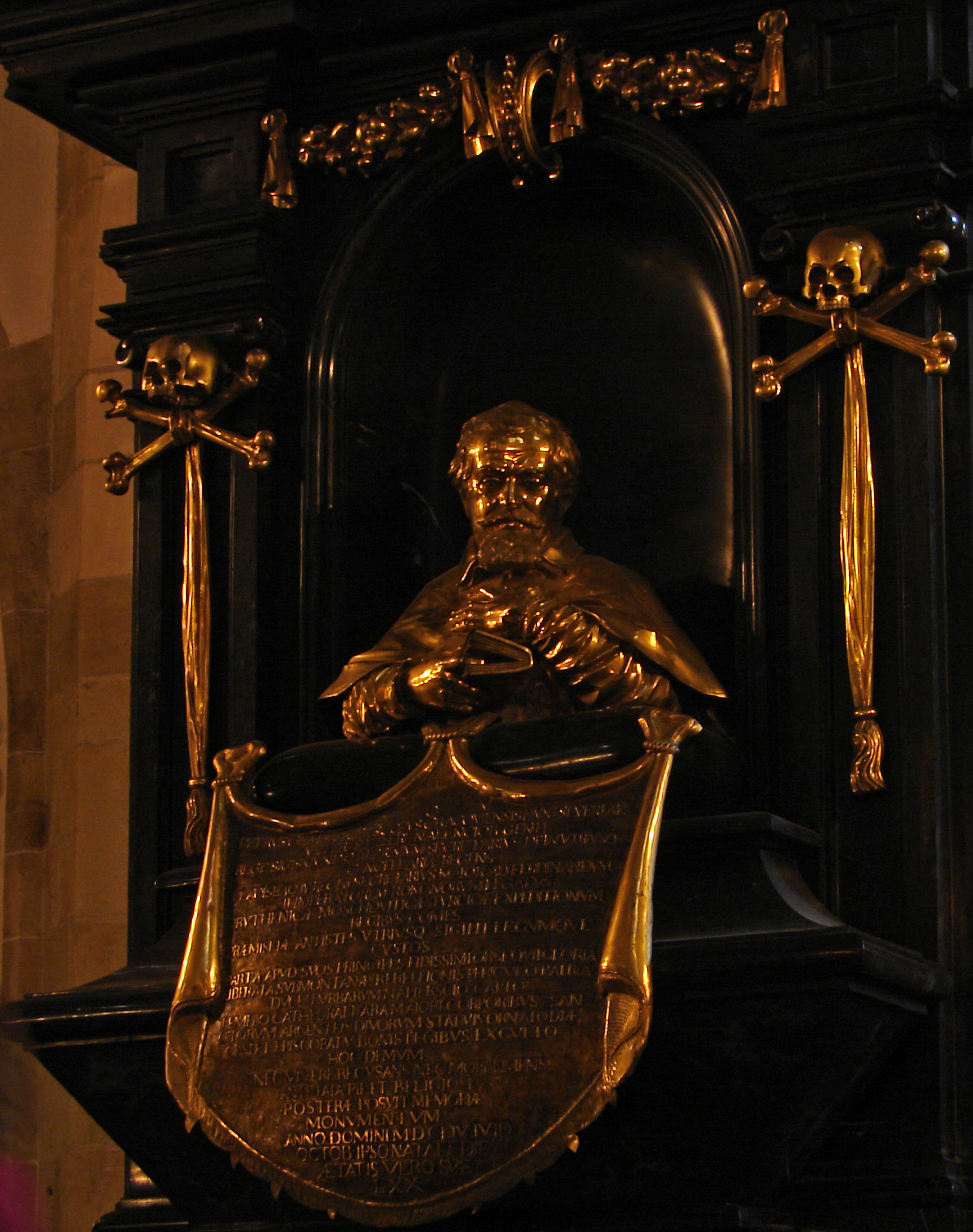
Büste von Bischof Piotr Gembicki

Giovanni Francesco Rossi (* nach 1600 in Rom; † nach 1680 ebenda) war ein Bildhauer am Hofe des polnischen Königs Johann II. Kasimir.

## Leben und Werk
Rossi arbeitete von 1651 bis 1655 am polnischen Königshof in Krakau und Warschau. Er schuf Büsten des Königspaares Johann II. Kasimir und Luisa Maria Gonzaga, die sich heute im schwedischen Schloss Gripsholm befinden, sowie des Krakauer Bischofs Piotr Gembicki (Wawel-Kathedrale und Krakauer Marienbasilika), des Vilniuser Bischofs Jerzy Tyszkiewicz (Kathedrale von Vilnius) und anderer bedeutender Persönlichkeiten Polen-Litauens.